# Can Piu
Can Piu és una masia del Cartellà, municipi de Sant Gregori (Gironès), protegida com a bé cultural d'interès local.

## Descripció
Masia de planta rectangular, desenvolupada en planta baixa i un pis. Les parets portants són de maçoneria amb restes d'arrebossat a les façanes que deixa a la vista els carreus de les cantonades i els que emmarquen les obertures. La coberta és de teula àrab a dues vessants, acabada amb un ràfec de tres fileres de teula. La porta principal és d'origen medieval amb llinda de fusta, les dues finestres del pis també són d'origen medieval però amb llinda i brancals de carreus i les de la planta baixa són emmarcades amb carreus cisellats. L'interior és estructurat en tres crugies perpendiculars a la façana principal, a la central hi ha l'escala d'accés al pis. Els sostres són fets amb cairats, excepte la part posterior, que és amb volta de pedra.

## Història
A la part superior de la façana principal hi ha un rellotge de sol amb la data de 1828.
Hi havia hagut un paller al costat de la casa, que ha estat enderrocat no fa gaire i que junt amb la casa delimitaven l'espai de l'era.